# ألانا كوك
ألانا كوك (بالإنجليزية: Alana Cook)‏ هي لاعبة كرة قدم أمريكية، ولدت في 11 أبريل 1997 في ورسستر في الولايات المتحدة. لعبت مع باريس سان جيرمان للسيدات.

## روابط خارجية
- ألانا كوك على موقع الاتحاد الأوربي (الإنجليزية)
- ألانا كوك على موقع قاعدة بيانات كرة القدم.إي يو (الإنجليزية)
- ألانا كوك على موقع ليكيب (الفرنسية)
- ألانا كوك على موقع Soccerway.com (الإنجليزية)
- ألانا كوك على موقع عالم كرة القدم.نت (الإنجليزية)